# Heil og sæl
Heil og sæl是冰岛当地的常用问候语，意思是健康快乐。

## 來源
Heil og sæl原本是一个古斯堪的纳维亚语问候，“heil og sæl”有阴阳两性，在对男人说时，为“heill ok sæl”，在对女人说时，为“heil ok sæl”。其他版本还有“ver heill ok sæl”（健康和快乐）以及最短的“heill”（健康）。
挪威语中的形容词heil（也写作hel）与英语中的形容词whole/hale同源。挪威语中的动词heile（也写作hele）则与英语中的动词heal同源。日耳曼语词根haila-还衍生出了德语动词heilen以及形容词heile，意为运转正常或没有问题。
挪威语中的形容词sæl意为happy或glad，在古英语中，只有在提及unsæle也就是“邪恶”（evil）这个词的否定形式时，sæl这个词才出现过。

## 20世纪的使用
据挪威大百科全书记载，古斯堪的纳维亚语中的问候“heill ok sæl”在经过政党“民族大会”（nasjonal samling，英文直译：national rally）的现代拼写学和发音学的修正后被改成了“heil og sæl”。挪威书面语辞典Bokmålsordboka（挪威的书面语在挪威语中被称作Bokmål）中表示，民族大会采用“heil og sæl”这句话作为其口号是受纳粹德国的“heil hitler”（希特勒萬歲）口号及其他类似口号的影响的结果。
在纳粹德国于1940-1945年侵占挪威期间，民族大会是纳粹统治下的执政党，同时也是唯一一个合法政党。该党曾试图让全社会都采用同一种问候方式，即在举起右手的同时呼出“heil og sæl”口号。在这一举动失败后，虽然礼节中的举手礼没能得到保留，民族大会党员以及警察还是必须在日常工作中使用礼节中的口号部分。后来，这句话便与民族主义扯上了剪不断的关系。